# Alaḫum
Alaḫum (auch: Alāḫum) war ein altassyrischer Händler, der durch seine Keilschriftarchive aus dem kappadokischen kārum Kaneš, der Unterstadt des Fundortes Kültepe bekannt ist. Er lebte nicht nur in Kaniš, sondern hatte auch ein Haus in Purušḫanda und möglicherweise eines in Aššur, wo er zeitweise lebte. Er handelte mit Metallen, Lapislazuli und Textilien. Bei seinem Tode hinterließ er Schulden in Höhe von 2 Talenten 30 Minen Silber, also rund 75 Kilogramm. Seine Haupterben waren sein Sohn Aššur-taklāku und seine Tochter Tariša. Die Texte aus dem Privatarchiv von Alāḫum in Kaniš umspannen einen Zeitraum von 15 Jahren (1895–1880 v. Chr. Mittlere Chronologie), sein Tod zehn Jahre später fällt ins Jahr des Jahreseponymen Šu-Suʿen (1870 v. Chr.).

## Familie
Iddin-Sîn, der Vater von Alāḫum, lebte bereits in Kaniš und handelte mit Wolle und Textilien. Er erhielt von seiner Schwester Lamassātum drei Briefe, worin sie sich beschwerte, weil er das Haus vernachlässige.
Aššur-taklāku, der Haupterbe von Alāḫum handelte mit Textilien. Wie sein Vater war er viel unterwegs und weilte auch in Purušḫanda und hatte zudem engere Kontakte zur Stadt Tamniya. Er wurde beschuldigt mit dem Prinzen von Tamniya gemeinsame Sache gegen Kaniš zu machen und landete im Gefängnis. In dieser Zeit wurden seine Textilien durch Mottenfraß zerstört. Aššur-taklāku heiratete Lušitiya und hatte drei Kinder. Die Texte aus dem Privatarchiv von Aššur-taklāku umspannen einen Zeitraum von 20 Jahren (1879–1861 v. Chr.).
Iddin-Kūbum und Ilabarat-bāni, zwei Söhne von Aššur-taklāku, bewohnten weiterhin das Haus in Kaniš, doch sind nur wenige Urkunden von ihnen erhalten, die um 1840 v. Chr. verfasst wurden, also kurz vor der völligen Zerstörung von Kaniš um 1835 v. Chr.